# Miasto Jest Nasze

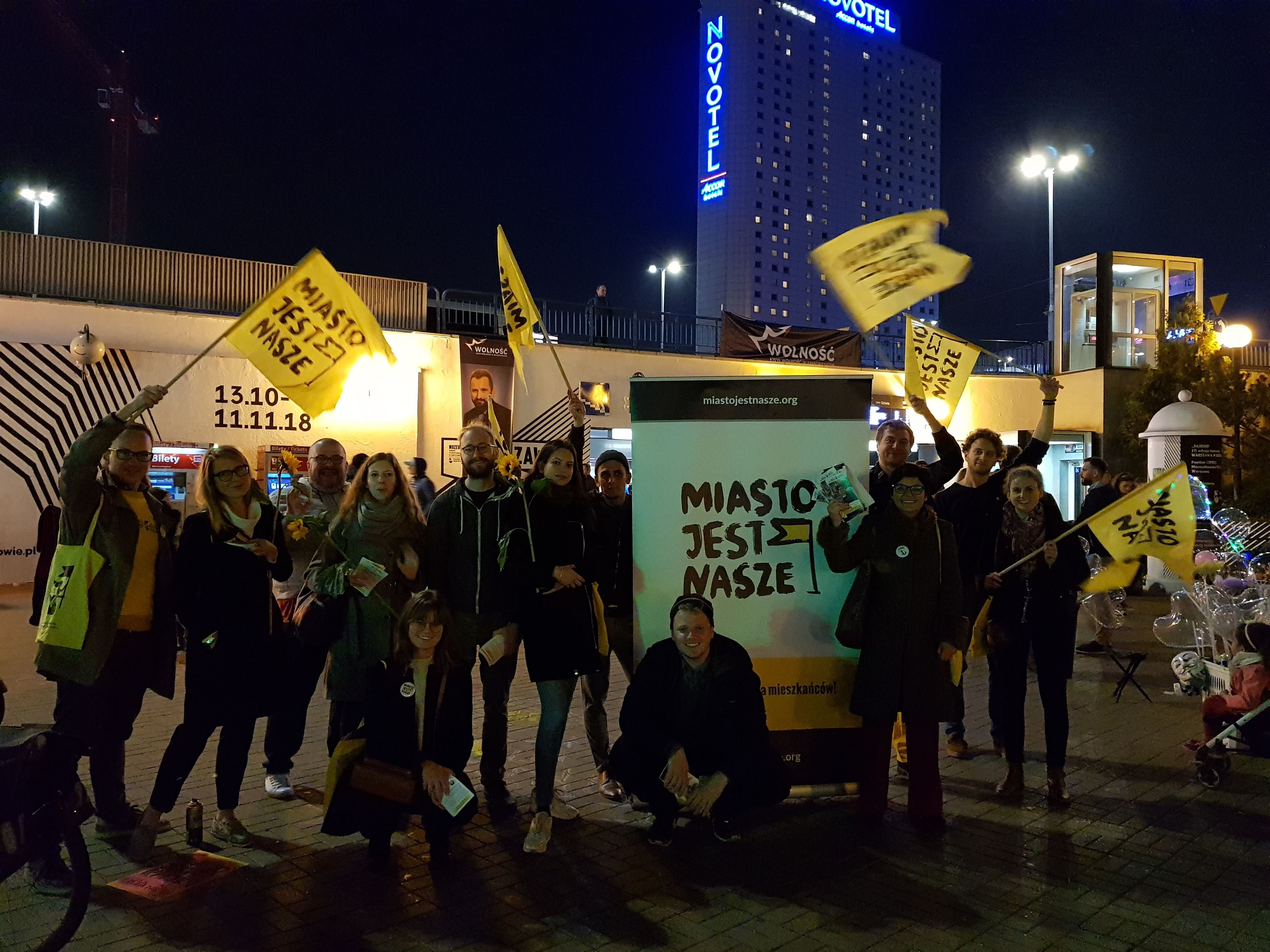
Wahlkampf 2018

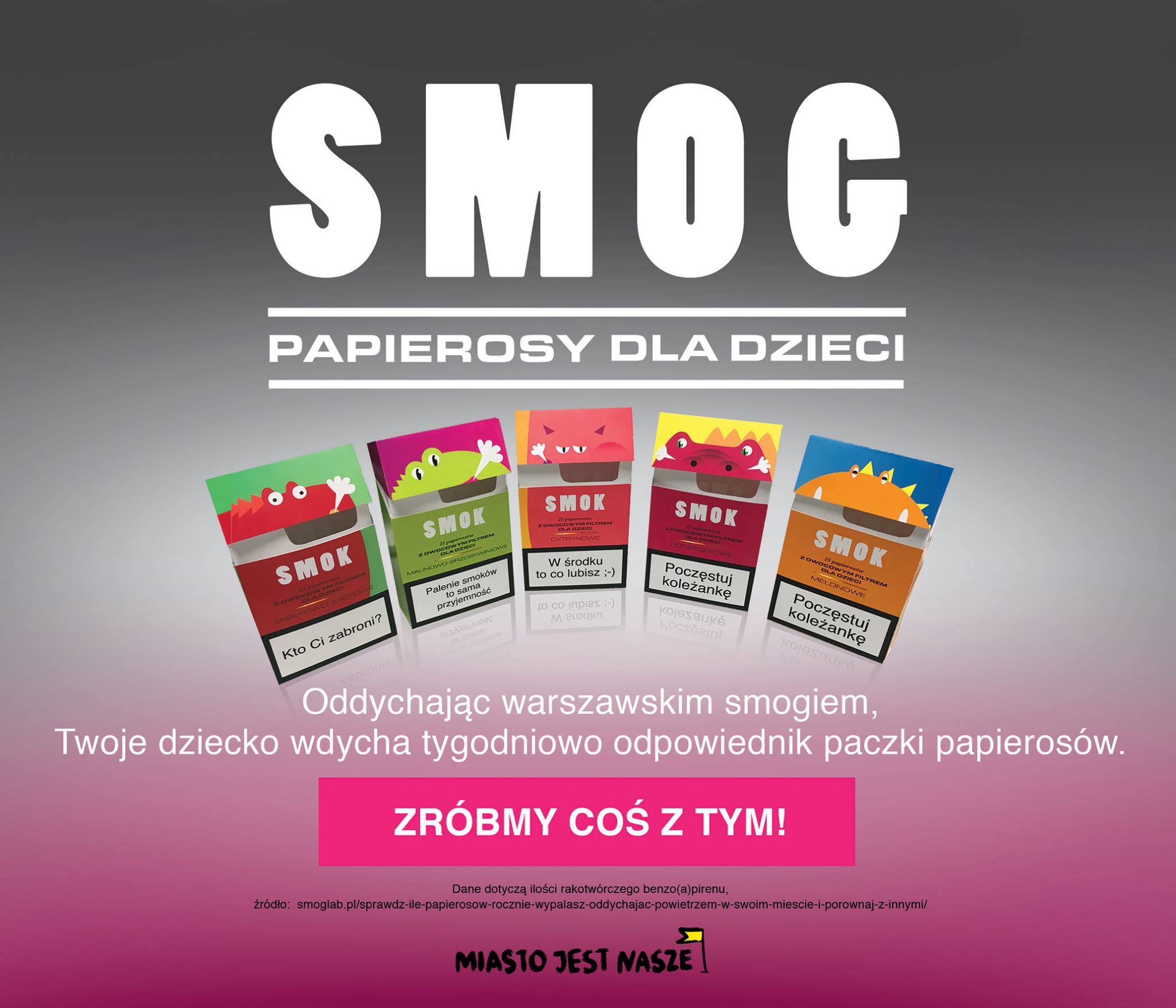
Anti-Smog-Kampagne – Zigaretten für Kinder, 2017

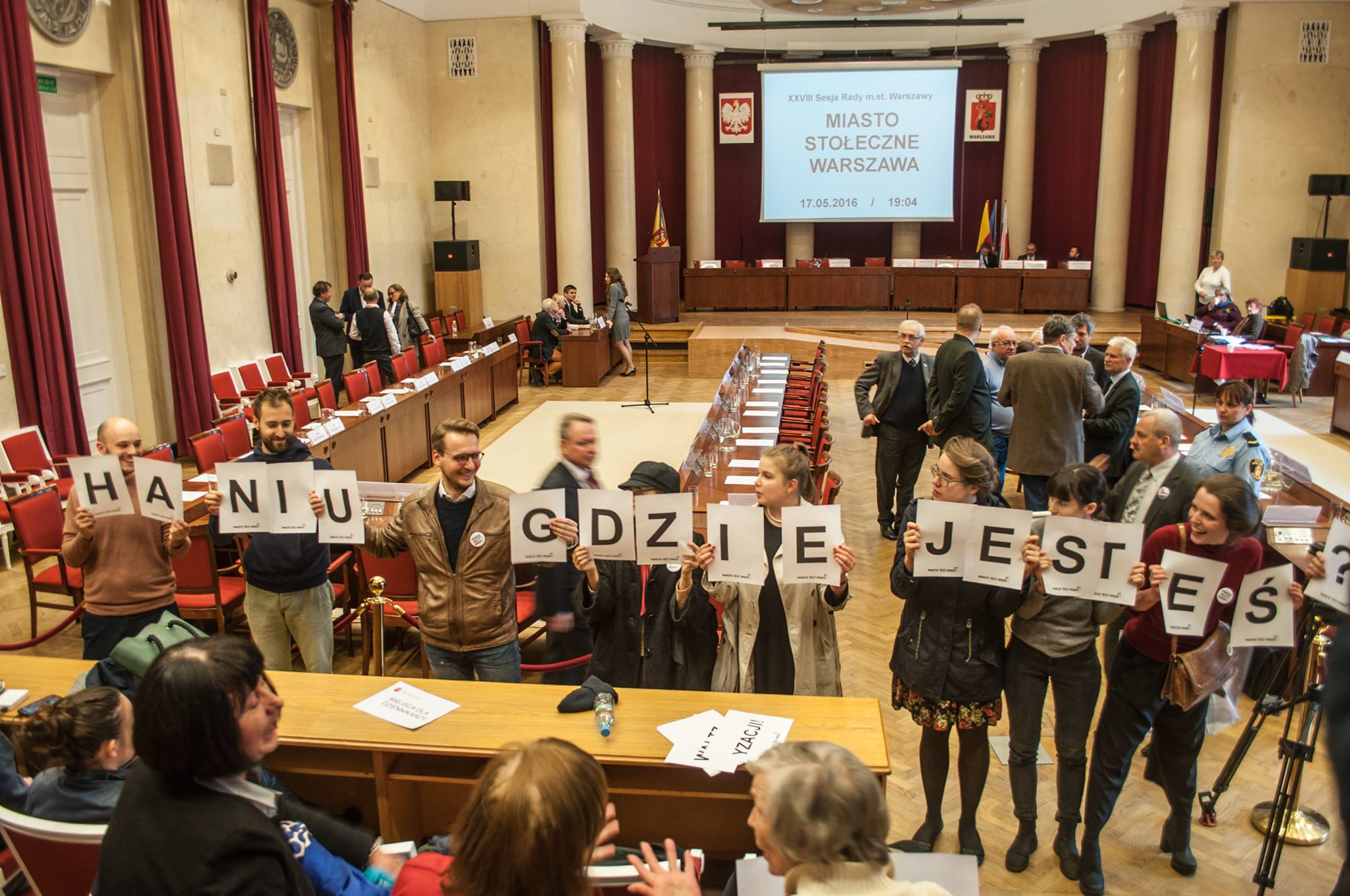
Happening während einer Sitzung des Stadtrates, 2016

Miasto Jest Nasze (polnisch für: Die Stadt gehört uns, Kurzbezeichnung: MJN) ist eine unabhängige, zivilgesellschaftliche Plattform, die 2013 in Warschau ins Leben gerufen und 2014 als eingetragener Verein registriert wurde. Bei den Selbstverwaltungswahlen in Polen 2018 gewann sie insgesamt 22 Sitze in verschiedenen Warschauer Stadtteilräten.
Die Bürgerbewegung entstand als Reaktion auf die Politik der Warschauer Stadtverwaltung. MJN beschäftigt sich mit Themen wie Qualität des öffentlichen Personennahverkehrs, Naturschutz und Luftverschmutzung, Stadtplanung, Reprivatisierung von Immobilien, Denkmalschutz, Partizipation, nachhaltige Entwicklung, Gentrifizierung sowie soziale Ausgrenzung.
Zu den ersten Aktivitäten von MJN gehörten die Beteiligung an der Kampagne für eine hohe Wahlbeteiligung am letztlich erfolglosen Bürgerentscheid über die Absetzung der Stadtpräsidentin Hanna Gronkiewicz-Waltz sowie Teilnahme an Protesten gegen die Schließung des Kinos Femina. Die Bewegung erlangte polenweite Bekanntheit, nachdem sie die breite Öffentlichkeit auf die Missstände bei der Reprivatisierung von staatlichen Grundstücken und Immobilien durch die Warschauer Stadtverwaltung aufmerksam gemacht hatte. Neben der sog. Warschauer Reprivatisierungsaffäre gelang es MJN medienwirksam u. a. auf das Problem der schlechten Luftqualität und des Smogs hinzuweisen.
Derzeit hat Miasto Jest Nasze 250 Mitglieder. Die Bewegung wird von einem siebenköpfigen Vorstand geleitet, an dessen Spitze seit 2021 Barbara Jędrzejczyk steht. Sie ist in 12 der 18 Warschauer Stadtteile aktiv.
Bei den Selbstverwaltungswahlen in Polen 2014 gewann MJN insgesamt 7 Sitze in drei Stadtteilräten. Bei den Selbstverwaltungswahlen 2018 gelang es der von MJN angeführten Koalition verschiedener lokaler Organisationen insgesamt 22 Sitze in 7 Stadtteilen zu erzielen. Vertreter der Koalition wurden in drei Stadtteilen zu stellvertretenden Bürgermeistern ernannt (Ochota, Wawer, Żoliborz). Justyna Glusman, die Kandidatin der Koalition für das Amt der Stadtpräsidenten, übernahm nach der Wahl die Position der Koordinatorin für nachhaltige Entwicklung und Stadtgrün im Warschauer Rathaus.
MJN ist Teil des globalen Netzwerkes „Fearless Cities“. Zu ihren internationalen Partnern gehören u. a. Barcelona en Comú, Praha sobě und Spasi Sofia.